# If U Think About Me
"If U Think About Me" (estilizado "If U Think About Me...") é uma canção da cantora alemã Kim Petras, lançada em 7 de fevereiro de 2019, como parte de um trio de singles, incluindo "Homework" e "1, 2, 3 Dayz Up". A canção faz parte do projeto não oficial da artista, Era 1.

## Fundo
Esta é uma das músicas mais especiais para Petras, e provavelmente uma das mais antigas lançadas pela própria. Ela escreveu a faixa na Alemanha, provavelmente antes de se mudar para Los Angeles em 2011.

## Temática musical
Na música, Kim está gostando de alguém, mas ela reluta em abraçar esse amor com medo de acabar com o coração partido. Nos versos, ela flerta e diz que não quer nada sério enquanto no refrão diz que está sempre pensando nele e se pergunta se ele faz o mesmo.